# Hesíquio do Sinai
Hesíquio do Sinai foi um hieromonge no Mosteiro de Santa Catarina, no Monte Sinai, e um autor asceta durante o século VII d.C.

## Biografia
Nada definitivo se conhece sobre sua carreira ou a época exata em que viveu. Apenas fragmentos de sua obra literária sobreviveram e eles ainda não foram devidamente reunidos de forma crítica. Nos manuscritos, como regra geral, ele é chamado honorificamente de "Nosso Santo Padre" (tou hosiou patros hemon Hesychiou presbyterou}} e, nos casos onde a autenticidade do título no manuscrito é certa, é suficiente para distingui-lo de outros autores de mesmo nome, especialmente o celebrado Hesíquio de Jerusalém.

## Atribuição de suas obras
Um exame do texto bíblico sobre o qual os tratados de um ou outro Hesíquio se basearam é também muito importante como teste para distingui-los. Assim, Hesíquio do Sinai, em suas citações bíblicas, geralmente segue a versão do Codex Sinaiticus. Quanto do material literário na edição de Migne sobre os autores gregos, publicada sob o título de "Hesíquio, presbítero de Jerusalém", deveria ser apropriadamente atribuída a Hesíquio do Sinai só poderá ser determinado depois de uma investigação monográfica. O ponto central sobre o qual esta investigação se debruçará é uma coleção de duzentas máximas ascéticas (Peri nepheos kai aretes, De temperantia et virtute). Migne as atribui a Hesíquio de Jerusalém sob um pseudônimo, mas elas deveria, sem dúvida, ser creditadas a Hesíquio do Sinai, pois o autor destas máximas reconhece, por um jogo de palavras (ho hesychias pheronymos), que seu nome é Hesíquio e que ele é um monge basiliano. Além disso, uma quantidade de manuscritos apoiam esta evidência intrínseca. 
O fato de as máximas serem dedicadas a um certo Teódolo deu origem - em alguns manuscritos - à afirmação incorreta de que ele seria o autor. Não se pode determinar quantas destas poderiam de fato se basear em obras ascéticas mais antigas e quantas foram adotadas por outras posteriores. É provável, por exemplo, que os fragmentos ascéticos e bíblicos dos códices de Turim, sob o nome de "Nosso Santo Padre Hesíquio" possam também ser atribuídos a Hesíquio do Sinai. 